# 2001 год в литературе

## События
- 20 июля — Джеффри Арчер был признан виновным в том, что постоянно лжесвидетельствовал в суде и препятствовал отправлению правосудия. Был осуждён на 4 года.
- На Украине издан Геодезический энциклопедический словарь.
- В Чехии учреждена первая международная литературная Премия Франца Кафки.
- В России учреждена литературная «Премия Ивана Петровича Белкина».
- В России учреждена литературная премия за лучший роман на русском языке «Национальный бестселлер».
- В России прекратила своё существование литературная премия «Антибукер».

## Премии

### Международные
- Нобелевская премия по литературе — Видиадхар Сурайпрасад Найпол, «За непреклонную честность, что заставляет нас задуматься над фактами, которые обсуждать обычно не принято»[1].
- Премия Агаты — Рис Боуэн[англ.], роман «Murphy’s Law».
- Всемирная премия фэнтези за лучшую повесть — Стив Тем, Мелани Тем «Человек на потолке».
- Всемирная премия фэнтези за лучший роман —  Тим Пауэрс, «Провозглашение» (англ. Declare).
- Всемирная премия фэнтези за лучший рассказ — Энди Дункан, «The Pottawatomie Giant».
- Дублинская литературная премия —  Алистер Маклеод, «Без особых потерь» (англ. No Great Mischief).
- Премия Франца Кафки — Филип Рот.
- Нейштадтская литературная премия — не вручалась.
- Премия мира немецких книготорговцев — Юрген Хабермас.
- АБС-премия:
  - номинация «Художественная проза» — Вячеслав Рыбаков, «На чужом пиру».
  - номинация «Критика и публицистика» — Анатолий Бритиков, «Отечественная научно-фантастическая литература» (монография) (посмертно).
- Премия «Хьюго» за лучший роман — Джоан Роулинг, «Гарри Поттер и Кубок огня» (англ. Harry Potter and the Goblet of Fire)[2].
- Премия «Хьюго» за лучшую повесть —  Джек Уильямсон, «Терраформируя Землю» (англ. Terraforming Earth)[2].
- Премия «Хьюго» за лучшую короткую повесть — Кристин Кэтрин Раш,  «Дети века» (англ. Millennium Babies)[2].
- Премия «Хьюго» за лучший рассказ — Дэвид Лэнгфорд, «Разновидность тьмы» (англ. Different Kinds of Darkness)[2].

### Австрия
- Австрийская государственная премия по европейской литературе — Умберто Эко.
- Премия Эриха Фрида — Отто Бёмер.

### Великобритания
- Букеровская премия —  Питер Кэри, «Истинная история шайки Келли» (англ. True History of the Kelly Gang)[3].
- Женская премия за художественную литературу — Кейт Гренвилл, «Идея совершенства» (англ. The Idea of Perfection)[4].
- Премия Сомерсета Моэма:

1. Эдвард Платт «Лидвилл» (англ. Leadville—A Biography of the A40).
2. Бен Райс, «Побби и Динган» (англ. Pobby And Dingan).

### Германия
- Премия Георга Бюхнера —  Фридерика Майрёккер.
- Бременская литературная премия — Александр Клуге, «Chronik der Gefühle».
- Премия Гёте — не присуждалась.

### Израиль
- Литературная премия имени Бялика — не присуждалась.
- Иерусалимская премия — Сьюзен Зонтаг.

### Испания
- Премия Сервантеса — Альваро Мутис.
- Премия принцессы Астурийской — Дорис Лессинг[5].

### Италия
- Премия Гринцане Кавур:
  - номинация международная премия — Дорис Лессинг, Тони Моррисон;
  - номинация произведение молодого автора — Ричард Мейсон;
  - номинация специальная премия — Тони Моррисон;
  - номинация зарубежная проза — Хаим Поток, Амин Маалуф, Антонио Скармета.

### Норвегия
- Премия Ибсена —  Нина Вальсё, «Ubuden gjest».
- Премия Браги:
  - номинация почётная премия — Юн Бинг;
  - номинация беллетристика — Ларс Соби Кристенсен, «Полубрат» (норв. Halvbroren);
  - номинация детская литература —  Анне Биркефельдт Рагде, «Biografien om Sigrid Undset. Ogsaa en ung Pige».

### Россия
- Независимая литературная премия «Дебют»:
  - номинация «Крупная проза» — Сергей Шаргунов за повесть «Малыш наказан»;
  - номинация «Малая проза» — Денис Осокин за цикл рассказов «Ангелы и революция»;
  - номинация «Поэзия» — Наталья Стародубцева за цикл стихотворений;
  - номинация «Драматургия» — Светлана Савина за пьесу «Скрипка и немножко нервно»;
  - номинация «Юмор в литературе» — Анастасия Копман за цикл иронических миниатюр.
- Русский Букер — Людмила Улицкая, «Казус Кукоцкого».
- Премия Андрея Белого:
  - номинация «повесть/роман» — Василий Филиппов;
  - номинация «проза» — Андрей Левкин;
  - номинация «гуманитарные исследования» — Валерий Подорога;
  - номинация «за заслуги перед литературой» — Владимир Сорокин.
- Премия имени П. П. Бажова:

1. Николай Семёнович Корепанов — за книгу «В раннем Екатеринбурге»;
2. Константин Мамаев — за книгу «Письмо и речь»;
3. Михаил Васильевич Резинкин — за поэму-сказку «Кот Баюн»[6];
4. Николай Семёнов (Вячеслав Михайлович Коркодинов) — за книгу стихов «Озимь».

- Премия Александра Солженицына — прозаики  Константин Воробьёв (посмертно), Евгений Носов , «чьи произведения в полновесной правде явили трагическое начало Великой войны, её ход, её последствия для русской деревни и позднюю горечь пренебрежённых ветеранов»[7].
- Премия Ивана Петровича Белкина — Сергей Бабаян, «Без возврата».
- Национальный бестселлер —  Леонид Юзефович, за роман «Князь ветра».
- Литературная премия «Чаша круговая» — Юрий Казарин[8].

### Словения
- Премия Виленицы — Яан Каплинский.

### США
- Премия Эдгара Аллана По:
  - номинация лучший роман — Джо Лансдэйл, «Низы» (англ. The Bottoms)[9];
- номинация лучший первый роман — Дэвид Лисс, «Заговор бумаг» (англ. Conspiracy of Paper)[10].
- Пулитцеровская премия за художественную книгу — Майкл Шейбон, «Приключения Кавалера и Клея» (англ. The Amazing Adventures of Kavalier & Clay)[11].
- Пулитцеровская премия за лучшую драму —  Дэвид Оберн, «Доказательство» (англ. Proof)[12].
- Пулитцеровская премия за поэзию — Стивен Данн, «Разные часы» (англ. Different Hours)[13].

### Швеция
- Литературная премия Шведской академии — Вилли Чюрклунд[14].

### Франция
- Гонкуровская премия — Жан-Кристоф Руфен, «Красная Бразилия» (фр. Rouge Brésil)[15].
- Премия Фемина — Мари Ндьяй, «Рози Карп» (фр. Rosie Carpe)
  - номинация премия зарубежному автору — Кейт Риджуэй, «Долгое падение»;
  - номинация за эссе — Эльвира де Бриссак, «О восемнадцатый!» (фр. Ô dix-neuvième!).
- Премия Ренодо — Martine Le Coz, «Céleste».
  - номинация за эссе — Симон Лейс, «Protée et autres essais».
- Премия Медичи:
  - номинация за роман — Бенуа Дютёртр, «Путешествие во Францию» (фр. Le Voyage en France);
  - номинация за лучшее зарубежное произведение — Антонио Скармета, «La boda del poeta»;
  - номинация за эссеистику — Эдви Пленель, «Секреты юности» (фр. Secrets de jeunesse).

### Япония
- Литературная премия имени Номы — Дзякутё Сэтоути — «Место» (場所).
- Премия имени Рюноскэ Акутагавы:
  - 2001а: Сокю Гэнъю — «Цветы на грани миров» (中陰の花);
  - 2001б: Ю Нагасима — «Сверхскоростная мать» (猛スピードで母は).
- Премия имени Дзюна Таками — Инуо Тагути.

## Книги
- «Бессмертный» — произведение Ольги Славниковой.
- «Добыча Шарпа» — книга Бернарда Корнуэлла.
- «Завещание русского фашиста» — книга Константина Родзаевского.
- «Мир Сильвии» — книга Геннадия Айги.
- «Покрашенный дом» (англ. A Painted House) — книга Джона Гришэма.
- «Тень Ветра» — книга Карлоса Руиса Сафона.
- «Чем бы заняться?» — сборник эссе Дины Рубиной.
- «Четвёртая рука» (англ. The Fourth Hand) — книга Джона Ирвинга.

### Романы
- «Алтын-толобас» — роман Бориса Акунина.
- «Американские боги» (англ. American Gods) — роман Нила Геймана.
- «Аустерлиц» — роман Винфрида Зебальда.
- «Белое отребье» — роман Джона Кинга.
- «Белокурые бестии» — роман Маруси Климовой.
- «Богадельня» — роман  писателей Громова и Ладыженского.
- «Вера» (Повороты судьбы) — роман Даниэлы Стил.
- «Войны начинают неудачники» — дебютный роман Вадима Панова.
- «Дольче агония» (англ. Dolce Agonia) — роман Нэнси Хьюстон.
- «Думают…» (англ. Thinks...) — роман Дэвида Лоджа.
- «Если копнуть поглубже»(англ. Spadework — роман Тимоти Финдли.
- «Казус Кукоцкого» — роман Людмилы Улицкой.
- «Код Атлантиды» — роман Стэла Павлоу.
- «Командор войны» — роман Вадима Панова.
- «Ловец снов» (англ. Dreamcatcher) — фантастический роман Стивена Кинга.
- «Любовник смерти» — роман Бориса Акунина.
- «Любовница смерти» — роман Бориса Акунина.
- «Незапертая дверь» — роман Александры Марининой.
- «Ничья» — роман Юлии Латыниной.
- «Нормальных семей не бывает» (англ. All Families Are Psychotic) — роман Дугласа Коупленда.
- «Повторение» — роман Алена Роб-Грийе.
- «Последний герой. Сказание о Плоском мире» (англ. The Last Hero. A Discworld Fable) — фэнтези английского писателя Терри Пратчетта.
- «Преданный садовник»(англ. The Constant Gardener) — роман Джона Ле Карре.
- «Проклятие Шалиона»(англ. The Curse of Chalion) — роман Лоис Макмастер Буджолд.
- «Пять четвертинок апельсина» (англ. Five Quarters of the Orange) — роман Джоанн Харрис.
- «Смерть в духовном сане» (англ. Death in Holy Orders) — роман Филлис Дороти Джеймс.
- «Сокровище храма» (Le Trésor du temple) — роман Элиетт Абекассис.
- «ТТ, или Трудный труп» (пол. Trudny trup ) — роман Иоанны Хмелевской.
- «Тот, кто знает» — роман Александры Марининой.
- «Точка обмана» (англ. Deception Point) — роман Дэна Брауна.
- «Удушье» — роман Чака Паланика.
- «Ярость» (англ. Fury) — роман Салмана Рушди.
- «Halo: The Fall of Reach», (рус. Halo: Падение Рича) — роман Эрика Ниланда.

#### Научная фантастика
- «Lust» — роман Джеффа Раймана.
- «Passage» — роман Конни Уиллис.

### Пьесы
- «Семейный портрет с дензнаками» — пьеса Степана Лобозёрова.

### Поэзия
- «Моя Россия» — сборник стихов Андрея Вознесенского.
- «Поклон — пению: Сто вариаций на темы народных песен Поволжья» — сборник стихотворений Геннадия Айги.
- «Продолжение отъезда» — сборник стихотворений и поэм Геннадия Айги.

## Умерли
См. также: Категория:Умершие в 2001 году

### Январь
- 25 января — Вадим Валерианович Кожинов, советский и российский критик, литературовед, философ, публицист (родился в 1930).
- 31 января — Гордон Диксон, писатель-фантаст (родился в 1923).

### Март
- 6 марта — Сергей Александрович Поделков, советский российский поэт, переводчик (родился 21 сентября 1912).
- 12 марта — Роберт Ладлэм, американский писатель, автор многих бестселлеров, актёр и продюсер (родился 25 мая 1927).

### Апрель
- 4 апреля — Берил Гилрой, гайанская писательница, поэтесса (род. в 1924).

### Май
- 13 мая — Разипурам Кришнасвами Нараян, индийский романист.
- 11 мая — Дуглас Адамс, английский писатель, автор «Автостопом по Галактике» (родился в 1952).
- 7 мая — Рыжий, Борис Борисович, русский писатель, автор «Эмалированное судно…» (родился в 1974)

### Июнь
- 16 июня – Винцент Шикула, словацкий писатель и поэт.
- 27 июня — Туве Янссон, финская писательница (писала по-шведски), автор известного цикла сказок о муми-троллях (родилась в 1914).

### Июль
- Начало июля — Яков Абрамович Козловский, советский российский поэт, переводчик таких поэтов, как Гамзат Цадаса, Расул Гамзатов, Кайсын Кулиев, Иегуда Амихай (родился в 1921).
- 31 июля
  - Пол Андерсон, американский писатель, автор фэнтези и научной фантастики (родился в 1926).
  - Ханс Люнгбю Йепсен, датский журналист и писатель (родился в 1920).

### Август
- 6 августа — Жоржи Амаду, бразильский писатель, общественный и политический деятель (родился в 1912).

### Сентябрь
- 29 сентября — Джеллу Наум, румынский поэт, драматург, прозаик и переводчик (родился в 1915).

### Октябрь
- 19 октября — Александр Яковлевич Аронов, советский и российский поэт, журналист (родился 30 августа 1934).
- 26 октября — Пётр Лукич Проскурин, советский российский писатель (родился в 1928).

### Ноябрь
- 10 ноября — Кен Кизи, американский писатель (родился в 1935).
- 29 ноября — Виктор Петрович Астафьев, выдающийся советский и российский писатель (родился 1 мая 1924).

### Декабрь
- 7 декабря — Анатолий Андреевич Ананьев, советский и российский прозаик (родился 18 июля 1925).
- 8 декабря — Александр Григорьевич Хмелик, драматург, киносценарист («Друг мой, Колька!», «Безымянная звезда», «Бедная Маша»), главный редактор детского юмористического киножурнала «Ералаш» (родился в 1925).
- 17 декабря — Александр Моисеевич Володин, российский драматург, сценарист и поэт (родился в 1919).